# ニトヴァルデン準州

ニトヴァルデン準州の位置

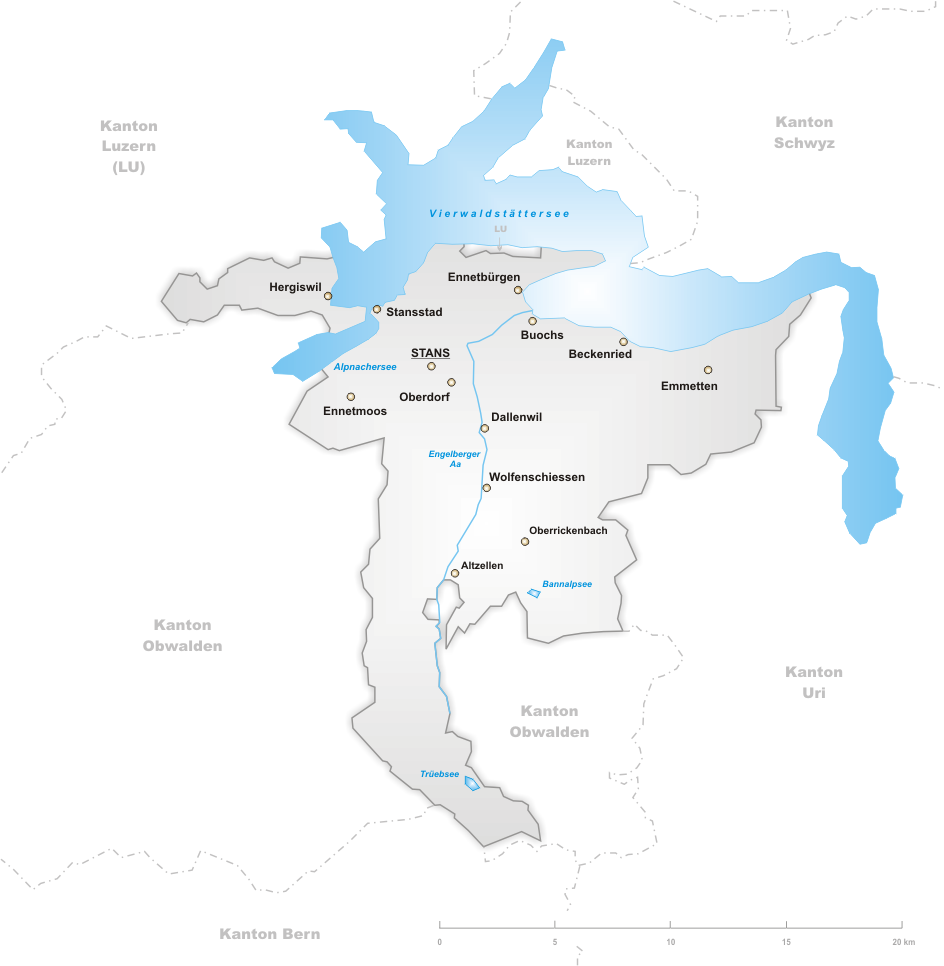
ニトヴァルデン準州の地図

ニトヴァルデン準州（ニトヴァルデンじゅんしゅう、ドイツ語: Nidwalden）は、スイスのカントン（州）。人口は4万2420人（2015年12月）。州都はシュタンス。
11の基礎自治体に分かれている。1291年、今のスイス連邦の元となる原初同盟 （盟約者同盟、en）を結んだ州 （ウンターヴァルデン）をオプヴァルデン準州およびベルン州のベルナー・オーバーラント地方と構成していた。

## 地理
ニトヴァルデン準州はスイスのほぼ中央に位置している。